# Voraptus extensus
Espèce
Voraptus extensus est une espèce d'araignées aranéomorphes de la famille des Pisauridae.

## Distribution
Cette espèce est endémique de Tanzanie. Elle se rencontre vers Kibonoto.

## Description
La femelle holotype mesure 6,5 mm.

## Systématique et taxinomie
Cette espèce a été décrite par Lessert en 1916.

## Publication originale
- Lessert, 1916 : « Araignées du Kilimandjaro et du Merou (suite). 2. Pisauridae. » Revue Suisse de Zoologie, vol. 24, p. 565-620 (texte intégral).